# Landgericht Thorn
Das Landgericht Thorn war ein preußisches Gericht der ordentlichen Gerichtsbarkeit im Bezirk des Oberlandesgerichtes Marienwerder mit Sitz in Thorn.

## Geschichte
Das königlich preußische Landgericht Thorn wurde mit Wirkung zum 1. Oktober 1879 als eines von fünf Landgerichten im Bezirk des Oberlandesgerichtes Marienwerder gebildet. Der Sitz des Gerichtes war Thorn. Das Landgericht war danach für die Kreise Culm, Löbau, Strasburg und Thorn zuständig. Ihm waren zunächst folgende neun Amtsgerichte zugeordnet:
| Amtsgericht                        | Sitz       | Bezirk |
| ---------------------------------- | ---------- | --- |
| Amtsgericht Briesen                | Briesen    | aus dem Kreis Kulm den Stadtbezirk Briesen und die Amtsbezirke Bahrendorf, Nyslewitz, Königlich Neudorf, Schönfließ und Stanislawken und Teile der Amtsbezirke Plusnitz, Villisaß sowie die Amtsbezirke Dembowalonka, Hohenkirch und Piwnitz aus dem Kreis Strasburg                                           |
| Amtsgericht Culm                   | Culm       | Kreis Culm ohne die Teile, die den Amtsgerichten Briesen und Culmsee zugeordnet waren |
| Amtsgericht Culmsee                | Culmsee    | aus dem Kreis Kulm die Amtsbezirke Drzonowo und Dubielno und Teile des Amtsbezirkes Dietrichsdorf. Aus dem Kreis Thorn den Stadtbezirk Culmsee und die Amtsbezirke Friedenau, Kunzendorf, Paulshof, Sternberg, Wibsch und Zelgno                                                                               |
| Amtsgericht Gollub                 | Gollub     | aus dem Kreis Strasburg den Stadtbezirk Gollub und die Amtsbezirke Friederikenhof, Gajewo, Gollub und Radowisk und Teile der Amtsbezirke Oberförsterei Gollub, Lindhof und Wrotzk |
| Amtsgericht Lautenburg             | Lautenburg | aus dem Kreis Strasburg den Stadtbezirk Lautenburg und die Amtsbezirke Eiborz, Jellen und Wlewsk und Teile der Amtsbezirke Bolleschin und Oberförsterei Lautenburg |
| Amtsgericht Löbau                  | Löbau      | Kreis Löbau ohne die Teile, die dem Amtsgericht Neumark zugeordnet waren |
| Amtsgericht Neumark in Westpreußen | Neumark    | aus dem Kreis Löbau die Stadtbezirke Kauernik und Neumark und die Amtsbezirke Groß Ballowken, Brattian, Deutsch Brzozie, Czichen, Gwisdzyn, Kaczek, Krottoschin, Lippinken, Lonkorsz, Mroczno, Nikolaiken, Ostrowitt, Skarlin, Terreschewo und Tillitz sowie den Amtsbezirk Chrosle aus dem Amtsbezirk Radomno |
| Amtsgericht Strasburg              | Strasburg  | Kreis Strasburg ohne die Teile, die dem Amtsgerichten Briesen, Gollub und Lautenburg zugeordnet waren |
| Amtsgericht Thorn                  | Thorn      | Kreis Thorn ohne die Teile, die dem Amtsgericht Culmsee zugeordnet waren |

Der Landgerichtsbezirk hatte 1880 zusammen 347.555 Einwohner. Am Gericht waren ein Präsident, drei Direktoren und zwölf Richter tätig. Am Amtsgericht Löbau bestand eine Strafkammer für die Amtsgerichte Löbau und Neumark und am Amtsgericht Strasburg eine Strafkammer für die Amtsgerichte Strasburg, Lautenburg und Gollub. Im Jahre 1912 wurde das Amtsgericht Schönsee eingerichtet und dem Landgericht zugeordnet. Der Landgerichtsbezirk kam aufgrund des Versailler Vertrages 1919 zu Polen, und das Landgericht wurde aufgelöst. Im Jahre 1939 wurde Polen deutsch besetzt, und das Landgericht Thorn wurde wieder eingerichtet. Das Landgericht wurde nun dem Oberlandesgericht Danzig nachgeordnet. Zu seinem Sprengel zählten nun die Amtsgerichte Briesen, Gollub, Kulm, Kulmsee, Leipe, Rippin, Schönsee und Thorn. Zum 1. Januar 1943 wurde das Landgericht Marienwerder eingerichtet. Die Amtsgerichte Löbau und Neumark wurden diesem zugeordnet.
Im Jahre 1945 wurden der Landgerichtsbezirk unter polnische Verwaltung gestellt, und die deutschen Einwohner vertrieben. Damit endete auch die Geschichte des Landgerichtes Thorn und seiner Amtsgerichte.